# Sheffield (Texas)
Sheffield ist eine Siedlung auf gemeindefreiem Gebiet (unincorporated community) im Pecos County im US-Bundesstaat Texas.

## Geographie
Sheffield liegt im mittleren Westen von Texas 26 Kilometer südöstlich von Iraan und 96 Kilometer östlich von Fort Stockton an der Kreuzung des US Highways 290,  des State Highway 349 und der Farmroad 1217 am östlichen Ende des Pecos Countys. Der Ort liegt 660 Meter über dem Meeresspiegel.

## Geschichte
Das Gebiet wurde 1590 von  den Spaniern erstmals erkundet. Obwohl es in den folgenden zwei Jahrhunderten mehrere spanische Expeditionen in dieses Gebiet gab, kam es zu keiner Gründung einer festen Ansiedlung. Die amerikanische Armee erforschte das Gebiet des späteren Sheffield erstmals 1849, als eine Straße von San Antonio nach El Paso geplant wurde.
Eine Besiedelung des Gebietes begann erst 1888, als entlang des Pecos River die Cannon Ranch gegründet wurde. 1898 entstand eine Poststation, deren erster Leiter Will Sheffield hieß, nach dem auch der spätere Ort benannt wurde. Um 1900 war auf dem Land, das Will Sheffield gehörte, in unmittelbarer Nähe der Cannon Ranch ein kleiner Ort entstanden, der sich zum Nahversorgungszentrum der umliegenden Ranches entwickelte.
Mit der Entdeckung der Erdölvorkommen des Yates Ölfeldes in der Trans-Pecos-Region 1926 veränderte sich die ökonomische Struktur des Ortes. Durch den Anschluss von Sheffield an die US Highway 290 wurde der Ort zum Zwischenstopp auf dem Weg zu den Ölfeldern bei Iraan. Die Einwohnerzahl wuchs von 124 im Jahre 1925 auf 350 im Jahre 1949. 1971 wurde in der Nähe von Sheffield ein Erdgasfeld erschlossen. Im Jahre 2000 zählte der Ort 600 Einwohner.